# 奧勒岡州國會選區

奧勒岡州國會選區

美国俄勒冈州自1982年增加第5选区以来，已有5个国会选区。根据1990年、2000年和2010年人口普查确定的每个地区的人口变化，重新划定了边界。尽管早期预测显示，根据2010年的人口普查结果，俄勒冈州可能会获得第六个国会选区，但该州的人口还差4.2万人才能获得一个新选区。不過到了2020年，奧勒岡州終於獲得了第6個國會選區。

## 现存选区及代表
下表列出俄勒冈州国会众议院代表团成员的名单，包括他们的任期、他们的选区边界，以及根据库克党派投票指数的选区政治支持率。代表团共有5名成员，包括4名民主党人和1名共和党人。
| 选区 | 代表                             | 党派   | 库克党派投票指数 | 在任时间          | 选区地图 |
| ---- | -------------------------------- | ------ | ---------------- | ----------------- | -------- |
| 第1  | 苏珊妮·博纳米奇 （D-比弗顿）     | 民主党 | D+12             | 2012年1月31日至今 |          |
| 第2  | 克里夫·本茨 （R–安大略）         | 共和党 | R+11             | 2021年1月3日至今  |          |
| 第3  | 埃尔·布卢姆诺尔 （D-波特兰）     | 民主党 | D+24             | 1996年5月21日至今 |          |
| 第4  | 彼得·德法齐奥 （D-斯普林菲尔德） | 民主党 | R+1              | 1987年1月3日至今  |          |
| 第5  | 库尔特·史瑞德 （R–坎比）         | 民主党 | D+2              | 2009年1月3日至今  |          |
| 第6  | 待定                             | 待定   | D+3              | 待定              | 待定     |

## 历史上和现在的选区边界
俄勒冈州美国国会选区边界地图表，按时间顺序列出。所有在1973年到2013年间发生在俄勒冈州的选区重划事件都被展示出来。
| 年份       | 全州地图 |
| ---------- | -------- |
| 1973–1982  |          |
| 1983–1992  |          |
| 1993–2002  |          |
| 2003–2013  |          |
| 2013年至今 |          |